# Frederico Serra
Frederico Serra (Lisboa, 27 d'octubre 1964) és un cineasta portuguès.
Va estudiar Tècniques d'Expressió i Comunicació Audiovisual a l'Escola Secundária António Arroio. Va assistir als tallers de direcció d'actors, a Raindance de Londres amb Patrick Tucker, i de direcció de cinema, al Four Corners Film Workshop de Londres amb Peter Ellis. Director de publicitat i videoclips, va codirigir amb Tiago Guedes els curtmetratges O Ralo (1999) i Acordar (2001), la pel·lícula de televisió Alta Fidelidade (2000). ) i el llargmetratge Coisa Ruim (2006), estrenat a Fantasporto aquell any.
El 2010, amb Tiago Guedes, va dirigir la sèrie de televisió Noite Sangrenta.

## Filmografia
(en conjunt amb Tiago Guedes)
- 2010 - Noite Sangrenta (telefilm)
- 2008 - Entre os Dedos
- 2006 - Coisa Ruim
- 2001 - Acordar (curt)
- 2000 - Alta Fidelidade (telefilm)
- 1999 - 11:00 AM (curt)
- 1999 - O Ralo (curt)